# Primera División 1997/98 (Venezuela)
Het seizoen 1997/98 in de Primera División (Venezuela) was de 78ste editie van de strijd in de hoogste afdeling van het Venezolaanse voetbal en het 42ste sinds de oprichting van de profliga. Het seizoen begon op 3 augustus 1997 en eindigde op 31 mei 1998. Aan de competitie deden twaalf clubteams mee.

## Apertura

### Eindstand
| №  | Club                   | WG | W  | G | V  | DV | DT | +/– | Punten |
| -- | ---------------------- | -- | -- | - | -- | -- | -- | --- | ------ |
|    | Atlético Zulia         | 22 | 13 | 5 | 4  | 42 | 23 | +19 | 44     |
| 2  | Deportivo Chacao       | 22 | 12 | 5 | 5  | 45 | 28 | +17 | 41     |
| 3  | Trujillanos            | 22 | 10 | 7 | 5  | 24 | 17 | +7  | 37     |
| 4  | Unión Atlético Táchira | 22 | 10 | 6 | 6  | 26 | 23 | +3  | 36     |
| 5  | Caracas FC             | 22 | 10 | 5 | 7  | 36 | 29 | +7  | 35     |
| 6  | Carabobo FC            | 22 | 8  | 7 | 7  | 26 | 25 | +1  | 31     |
| 7  | Estudiantes de Mérida  | 22 | 8  | 6 | 8  | 32 | 28 | +4  | 30     |
| 8  | Club Nacional Táchira  | 22 | 9  | 2 | 11 | 35 | 35 | 0   | 29     |
| 9  | Minervén del Callao    | 22 | 7  | 8 | 7  | 25 | 27 | –2  | 29     |
| 10 | Mineros de Guayana     | 22 | 5  | 5 | 12 | 28 | 31 | –3  | 20     |
| 11 | Atlético El Vígia      | 22 | 4  | 5 | 13 | 16 | 43 | –27 | 17     |
| 12 | Llaneros de Guanare    | 22 | 3  | 5 | 14 | 17 | 43 | –26 | 14     |

## Clausura

### Eindstand
| №  | Club                   | WG | W  | G | V  | DV | DT | +/– | Punten |
| -- | ---------------------- | -- | -- | - | -- | -- | -- | --- | ------ |
|    | Estudiantes de Mérida  | 22 | 14 | 2 | 6  | 43 | 24 | +19 | 44     |
| 2  | Trujillanos            | 22 | 12 | 6 | 4  | 33 | 20 | +13 | 42     |
| 3  | Deportivo Chacao       | 22 | 11 | 5 | 6  | 35 | 27 | +8  | 38     |
| 4  | Caracas FC             | 22 | 10 | 4 | 8  | 32 | 28 | +4  | 34     |
| 5  | Atlético Zulia         | 22 | 9  | 7 | 6  | 34 | 33 | +1  | 34     |
| 6  | Llaneros de Guanare    | 22 | 8  | 7 | 7  | 38 | 36 | +2  | 31     |
| 7  | Carabobo FC            | 22 | 7  | 8 | 7  | 37 | 42 | –5  | 29     |
| 8  | Mineros de Guayana     | 22 | 8  | 2 | 12 | 32 | 35 | –3  | 26     |
| 9  | Unión Atlético Táchira | 22 | 7  | 5 | 10 | 25 | 34 | –9  | 26     |
| 10 | Minervén del Callao    | 22 | 7  | 3 | 12 | 32 | 46 | –14 | 24     |
| 11 | Atlético El Vígia      | 22 | 4  | 7 | 11 | 29 | 35 | –6  | 19     |
| 12 | Club Nacional Táchira  | 22 | 4  | 6 | 12 | 19 | 29 | –10 | 18     |

## Totaalstand
| №  | Club                   | WG | W  | G  | V  | DV | DT | +/– | Punten |
| -- | ---------------------- | -- | -- | -- | -- | -- | -- | --- | ------ |
| 1  | Deportivo Chacao       | 44 | 23 | 10 | 11 | 80 | 55 | +25 | 79     |
| 2  | Trujillanos FC         | 44 | 22 | 13 | 9  | 57 | 37 | +20 | 79     |
| 3  | Atlético Zulia         | 44 | 22 | 12 | 10 | 76 | 56 | +20 | 78     |
| 4  | Estudiantes de Mérida  | 44 | 22 | 8  | 14 | 75 | 52 | +23 | 74     |
| 5  | Caracas FC             | 44 | 20 | 9  | 15 | 68 | 57 | +11 | 69     |
| 6  | Unión Atlético Táchira | 44 | 17 | 11 | 16 | 51 | 57 | –6  | 62     |
| 7  | Carabobo FC            | 44 | 15 | 16 | 14 | 63 | 67 | –4  | 60     |
| 8  | Minervén del Callao    | 44 | 14 | 11 | 19 | 57 | 73 | –16 | 53     |
| 9  | Club Nacional Táchira  | 44 | 13 | 8  | 23 | 54 | 64 | –10 | 47     |
| 10 | Mineros de Guayana     | 44 | 13 | 7  | 24 | 60 | 66 | –6  | 46     |
| 11 | Llaneros de Guanare    | 44 | 11 | 12 | 21 | 55 | 79 | –24 | 45     |
| 12 | Atlético El Vígia      | 44 | 8  | 12 | 24 | 45 | 78 | –33 | 36     |

## Play-offs

### Finale
|        |                   |       |                |  |
| 24 mei | Estudiantes de M. | 0 – 1 | Atlético Zulia |  |
| 24 mei |                   |       |                |  |

|        |                |       |                   |  |
| 31 mei | Atlético Zulia | 4 – 0 | Estudiantes de M. |  |
| 31 mei |                |       |                   |  |

### Copa CONMEBOL
|        |                  |       |             |  |
| 24 mei | Deportivo Chacao | 3 – 1 | Trujillanos |  |
| 24 mei |                  |       |             |  |

|        |             |       |                  |  |
| 31 mei | Trujillanos | 2 – 2 | Deportivo Chacao |  |
| 31 mei |             |       |                  |  |